# ارنست فوکس
ارنست فوکس (آلمانی: Ernst Fuchs؛ ‏زاده ۱۴ ژوئن ۱۸۵۱ - ۲۱ نوامبر ۱۹۳۰) چشم‌پزشک اهل اتریش بود. ناصرالدین‌شاه قاجار از جمله بیماران او بود. او نویسندۀ کتاب درسنامۀ چشم‌پزشکی در ۱۸۹۱ بود.